# Meadville (Missouri)
Meadville est une ville du comté de Linn, dans le Missouri, aux États-Unis,. Située au sud-ouest du comté, elle est incorporée en 1859.

## Démographie
Lors du recensement de 2010, la ville comptait une population de 462 habitants. Elle est estimée, en 2016, à 444 habitants.

### Source de la traduction
- (en) Cet article est partiellement ou en totalité issu de l’article de Wikipédia en anglais intitulé « Meadville, Missouri » (voir la liste des auteurs).